# Kalanchoe bracteata
Kalanchoe bracteata là một loài thực vật có hoa trong họ Crassulaceae. Loài này được Scott-Elliot miêu tả khoa học đầu tiên năm 1891.